# Just Friends (Solo amici)
Just Friends (Solo amici) (Just Friends) è un film del 2005 diretto da Roger Kumble.
Il film, con protagonista Ryan Reynolds, è uscito nelle sale cinematografiche italiane l'8 maggio 2009.

## Trama
Chris Brander è uno studente sovrappeso e un po' imbranato che vive in una piccola comunità del New Jersey, ed è innamorato della sua migliore amica Jamie Palamino. Nel 1995, al party per festeggiare la consegna dei diplomi, Chris confessa il suo amore a Jamie, ma lei lo respinge dicendogli che lo considera semplicemente come un fratello, successivamente alcuni suoi compagni umiliano Chris, leggendo ad alta voce ad una festa la sua dichiarazione d'amore a Jamie; Chris se ne va quindi dalla festa, in preda alla vergogna.
Dieci anni più tardi, Chris è nel frattempo diventato un uomo affascinante e di successo, che lavora come produttore musicale a Los Angeles, intento a mettere sotto contratto la debuttante popstar Samantha James. Ma Chris, mentre era in volo con Samantha ha un guasto all'aereo (causato dall'incendio del forno a microonde), ed è quindi costretto, dopo tanto tempo, a tornare al suo paese natale. Ritornato a casa di sua madre, Chris dovrà fare i conti con il suo passato, dovendo reincontrare Jamie e i vecchi compagni che l'avevano a suo tempo umiliato.
Il suo scopo diventa ora riuscire a far innamorare Jamie di lui, ma tutto gli si ritorcerà contro.

## Curiosità
- Ryan Reynolds ed Anna Faris, sempre nel 2005 hanno recitato assieme nel film Waiting...
- La cantante Alanis Morissette, che in seguito si è fidanzata con Reynolds, appare in un cameo interpretando sé stessa.